# قبل الوداع (فلم)
قبل الوداع فلم مصري يحكى عن الممثلة شيرين والتي تقوم بأداء دورها يسرا وتعانى من صداع شديد فتذهب إلى الدكتور عادل الذي يكتشف اصابتها بمرض خطير. ثم يخطبها عادل وبعد فترة تكتشف مرضها الحقيقى ولكنهما يتزوجا وبعد فترة يحقق زوجها نجاحات على المستوى العملى له ولكنها تموت في النهاية